# アレクサンダー・シュナイダー

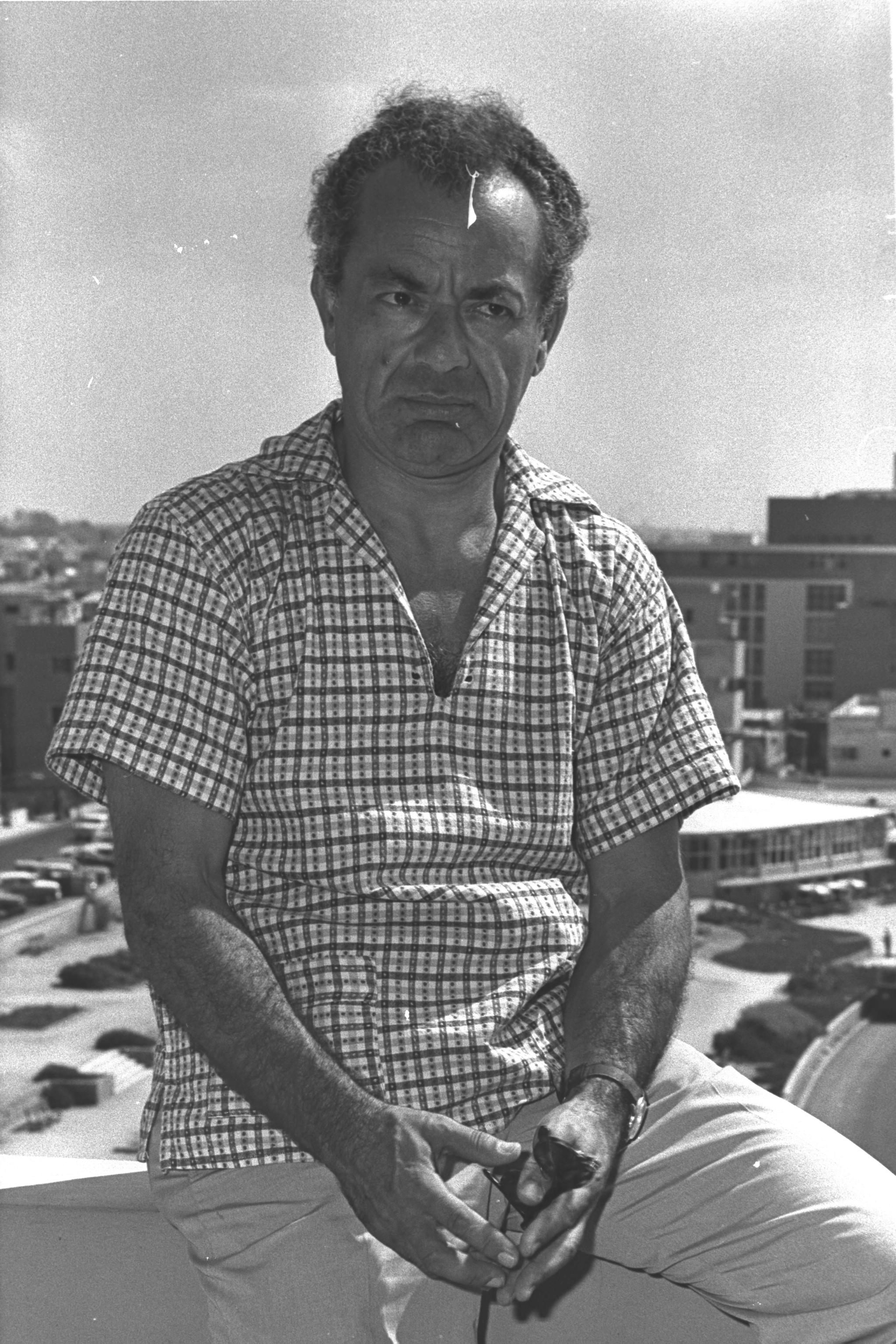
アレクサンダー・シュナイダー (1961年)

アレクサンダー・シュナイダー（Alexander Schneider, 1908年10月21日 - 1993年2月2日）は、バイオリン奏者、指揮者、音楽教育家。別名サーシャ・シュナイダー。
旧姓名アブラム・シュネイデル（Abram Sznejder）としてリトアニアのヴィルナにアシュケナジムの家庭に生まれ、ブダペスト弦楽四重奏団の第2ヴァイオリンとしてアメリカ合衆国に移住した。ブダペスト弦楽四重奏団には1932年 - 1944年と、1955年 - 1967年の二度在籍した。アルビノーニ三重奏団、シュナイダー弦楽四重奏団を創設した他、現代音楽の理解者としてバビット、ブーレーズ、ストラヴィンスキーらの作品の初演を務めてもいる。
ミェチスワフ・ホルショフスキと共に1950年にプラド音楽祭の発起人を務めたことでも知られる。プラドで隠遁生活を送っていたカザルスからバッハについて習うために、シュナイダーがおしかけたのがきっかけだった。その後もプエルトリコのカザルス音楽祭の開催に深く関わった。その他、イスラエル音楽祭、マールボロ音楽祭でも重要な役割を果たした。
兄のミッシャ・シュナイダーは同じブダペスト弦楽四重奏団のチェリストであった。